# Be My Lover
"Be My Lover" é o título de uma canção gravada pelo grupo alemão de eurodance La Bouche. Foi lançada em março de 1995 como o segundo single do álbum Sweet Dreams.
É um dos seus maiores sucessos ao lado de "Sweet Dreams". Esta canção foi utilizada em diversos remixes e alcançou a posição número seis na Billboard Hot 100 dos Estados Unidos. O single também esteve no topo do Hot Dance Club Songs por duas semanas em dezembro de 1995 e atingiu o número um na Alemanha e Suécia. Foi a 51ª música mais tocada nas rádios brasileiras em 1995.

## Mídia
A música foi executada em 1995 na telenovela brasileira A Próxima Vítima, em 1997 no filme Romy and Michele's High School Reunion, em 1998 no filme A Night at the Roxbury, em 1999 no filme Earthly Possessions e em um  episódio da série Step by Step. A canção também pode ser ouvida vagamente ao fundo no episódio "World's Greatest Dick", de 3rd Rock from the Sun, quando os personagens Sally e Harry entram em um bar gay no início do episódio.
Em 2003, a canção foi regravada por Hysterie.

## Track listings
Estes são os formatos e track listings do single "Be My Lover".
| CD maxi 1 1. "Be My Lover" (radio edit) — 3:58 2. "Be My Lover" (club mix 135 BPM) — 5:28 3. "Be My Lover" (trance mix 150 BPM) — 6:35 4. "Do You Still Need Me" — 3:35 CD maxi - U.S. 1. "Be My Lover" (club mix) — 6:26 2. "Be My Lover" (Spike club mix) — 8:54 3. "Be My Lover" (Hi-NRG mix) — 5:46 4. "Be My Lover" (Alex goes to Cleveland mix) — 5:06 5. "Be My Lover" (Doug Laurent classic mix edit) — 4:07 12" maxi - U.S., UK, Ireland 1. "Be My Lover" (Spike club mix) — 8:54 2. "Be My Lover" (club mix) — 6:26 3. "Be My Lover" (Spike dub) — 8:21 4. "Be My Lover" (Hi-NRG mix) — 5:46 | 12" maxi - Europe 1. "Be My Lover" (club mix) — 5:28 2. "Be My Lover" (house mix) — 4:26 3. "Be My Lover" (trance mix) — 6:35 4. "Be My Lover" (radio edit) — 3:59 CD maxi - Remixes 1. "Be My Lover" (euro dance mix) — 6:12 2. "Be My Lover" (Hi-NRG mix) — 5:47 3. "Be My Lover" (serious groove dub mix) — 5:41 4. "Be My Lover" (Alex goes to Cleveland mix) — 5:05 5. "Be My Lover" (Doug Laurent classic mix - edit) — 4:10 6. "Be My Lover" (trance mix) — 7:12 7. "Be My Lover" (house mix) — 4:51 CD single / Cassette 1. "Be My Lover" (radio edit) — 3:58 2. "Be My Lover" (trance mix) — 6:35 (somente na Alemanha) 3. "Be My Lover" (house mix) — 4:49 (somente na França) 4. "Be My Lover" (radio edit 2) — 3:58 (somente nos Estados Unidos) |

## Charts e vendas
| Chart (1995)                                 | Posição |
| -------------------------------------------- | ------- |
| Alemanha(Media Control Charts)               | 1       |
| Austrália (ARIA)                             | 2       |
| Áustria (Ö3 Austria Top 40)                  | 3       |
| Bélgica(Ultratop 50 Flanders)                | 6       |
| Bélgica (Ultratop 40 Wallonia)               | 10      |
| Canadá - Dance (RPM)                         | 1       |
| Canadá (RPM)                                 | 35      |
| Dinamarca(IFPI)                              | 18      |
| Estados Unidos Billboard Hot 100             | 6       |
| Estados Unidos Billboard Hot Dance Club Play | 1       |
| Estados Unidos Billboard Rhythmic Top 40     | 7       |
| Estados Unidos Billboard Top 40 Mainstream   | 5       |
| Finlândia (Suomen virallinen lista)          | 18      |
| França(SNEP)                                 | 7       |
| Irlanda (IRMA)                               | 13      |
| Itália(FIMI)                                 | 2       |
| Países Baixos(Dutch Top 40)                  | 2       |
| Nova Zelândia (RIANZ)                        | 44      |
| Noruega (VG-lista)                           | 2       |
| Reino Unido (The Official Charts Company)    | 27      |
| Suécia(Sverigetopplistan)                    | 1       |
| Suíça (Schweizer Hitparade)                  | 5       |

| Charts de fim de ano (1995)      | Posição |
| -------------------------------- | ------- |
| Áustria(Ö3 Austria Top 40)       | 13      |
| Bélgica(Ultratop 50 Flanders)    | 28      |
| Bélgica (Ultratop 40 Wallonia)   | 34      |
| Canadá Dance (RPM)               | 11      |
| França (SNEP)                    | 22      |
| Países Baixos (Dutch Top 40)     | 22      |
| Suíça (Schweizer Hitparade)      | 5       |
| Charts de fim de ano (1996)      | Posição |
| Estados Unidos Billboard Hot 100 | 23      |

| País           | Certificação | Data                  | Vendas certificadas |
| -------------- | ------------ | --------------------- | ------------------- |
| Alemanha       | Ouro         | 1995                  | 250,000             |
| Austrália      | 2 x Platina  | 1995                  | 140,000             |
| Áustria        | Ouro         | 20 de junho de 1995   | 15,000              |
| Estados Unidos | Ouro         | 20 de março de 1996   | 500,000             |
| França         | Prata        | 7 de setembro de 1995 | 125,000             |

### Successões
| Precedido por "Back for Good" por Take That                 | Alemanha Single número 1 26 de maio de 1995 - 16 de junho de 1995 (4 semanas)                                     | Sucedido por "Mief!" por Die Doofen                             |
| Precedido por "Se på mej" por Johansen                      | Suécia Single número 1 26 de maio de 1995 (1 semana)                                                              | Sucedido por "'74-'75" por The Connells                         |
| Precedido por "Total Eclipse of the Heart" por Nicki French | Canadian RPM Single número 1 - Dance 21 de agosto de 1995 (1 semana)                                              | Sucedido por "Scatman (Ski-Ba-Bop-Ba-Dop-Bop)" por Scatman John |
| Precedido por "Reach" por Lil' Mo' Yin Yang                 | Billboard Hot Dance Club Play Single número 1 - Dance 23 de dezembro de 1995 - 30 de dezembro de 1995 (2 semanas) | Sucedido por "Beautiful Life" por Ace of Base                   |